# Jaime Ruiz de Castellblanch

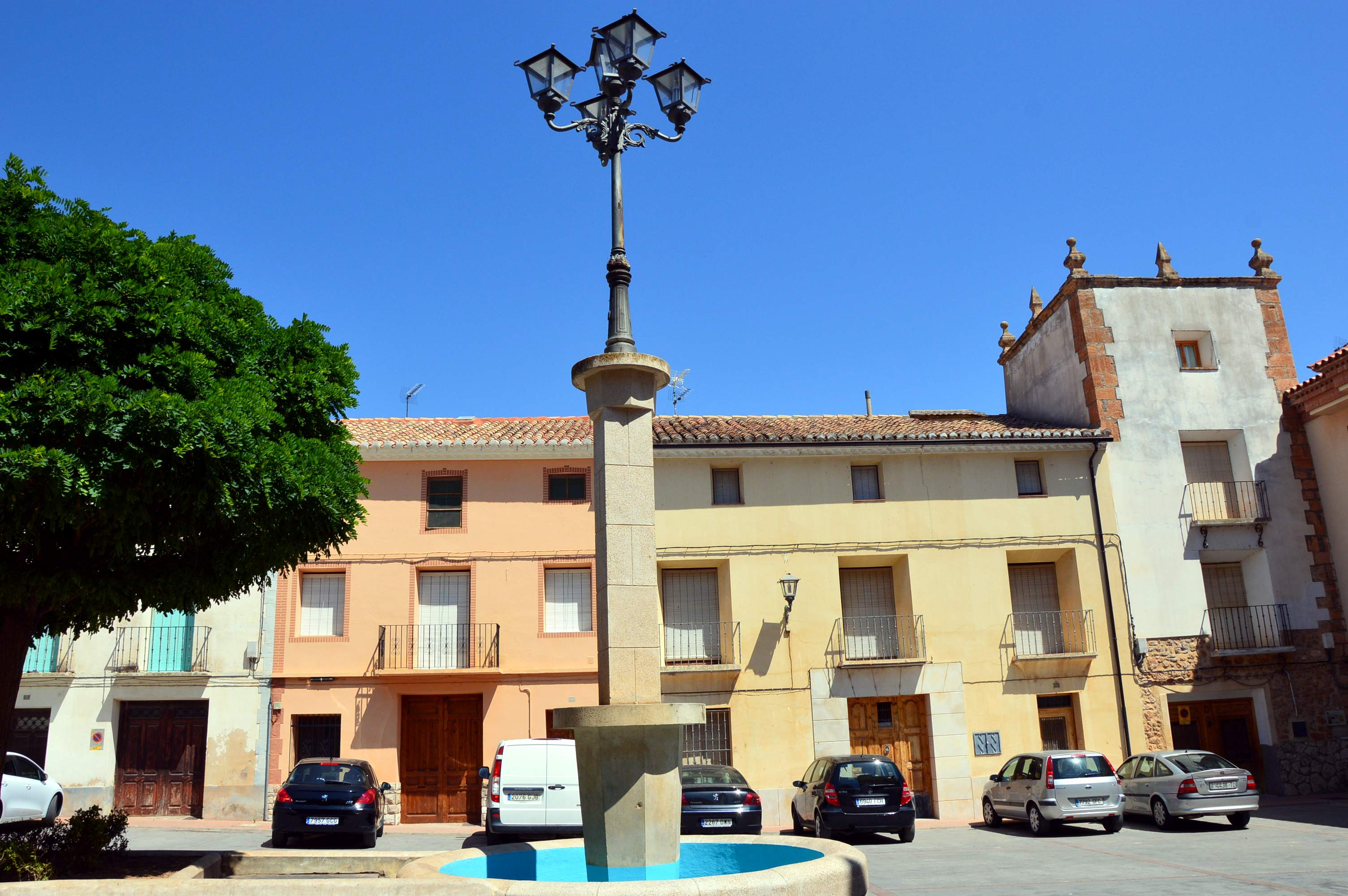
Vista general de la Casa Grande y torreón de Los Picos en Torrebaja (Valencia), solar que fue de los «Ruiz de Castellblanch».

Jaime Ruiz de Castellblanch (también Castellblanque), (Torrebaja, antiguo término municipal de Castielfabib, 1595-Madrid, 14 de febrero de 1672), fue un acreditado bandolero que actuó en la comarca valenciana del Rincón de Ademuz y tierras limítrofes a mediados del siglo XVII.
Fue Señor de Torrebaja, población situada en el Rincón de Ademuz (Comunidad Valenciana, España).

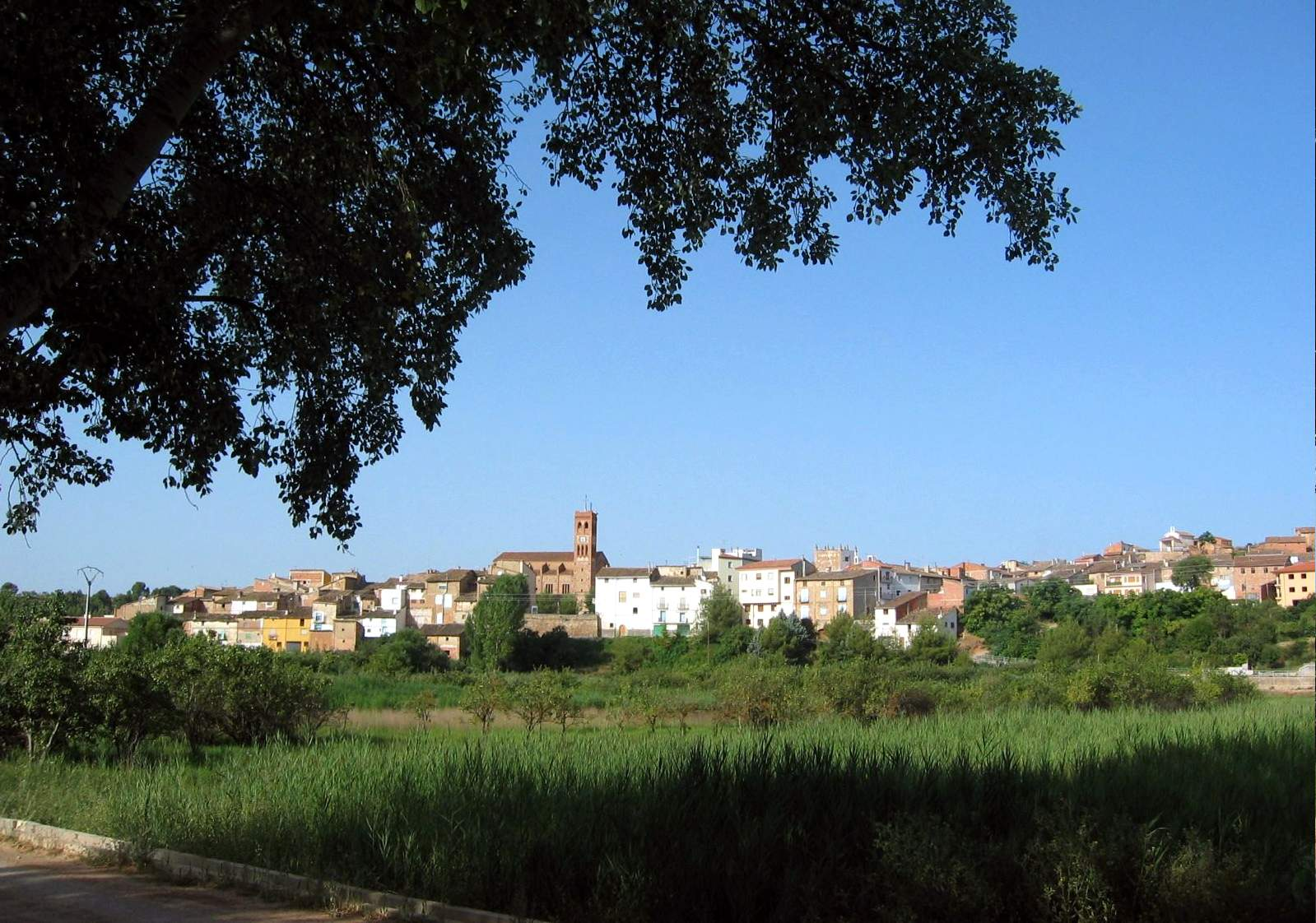
Vista parcial del caserío de Torrebaja (Valencia), desde la ribera derecha del Turia, con detalle del campanario de la parroquial y torreón de Los Picos.

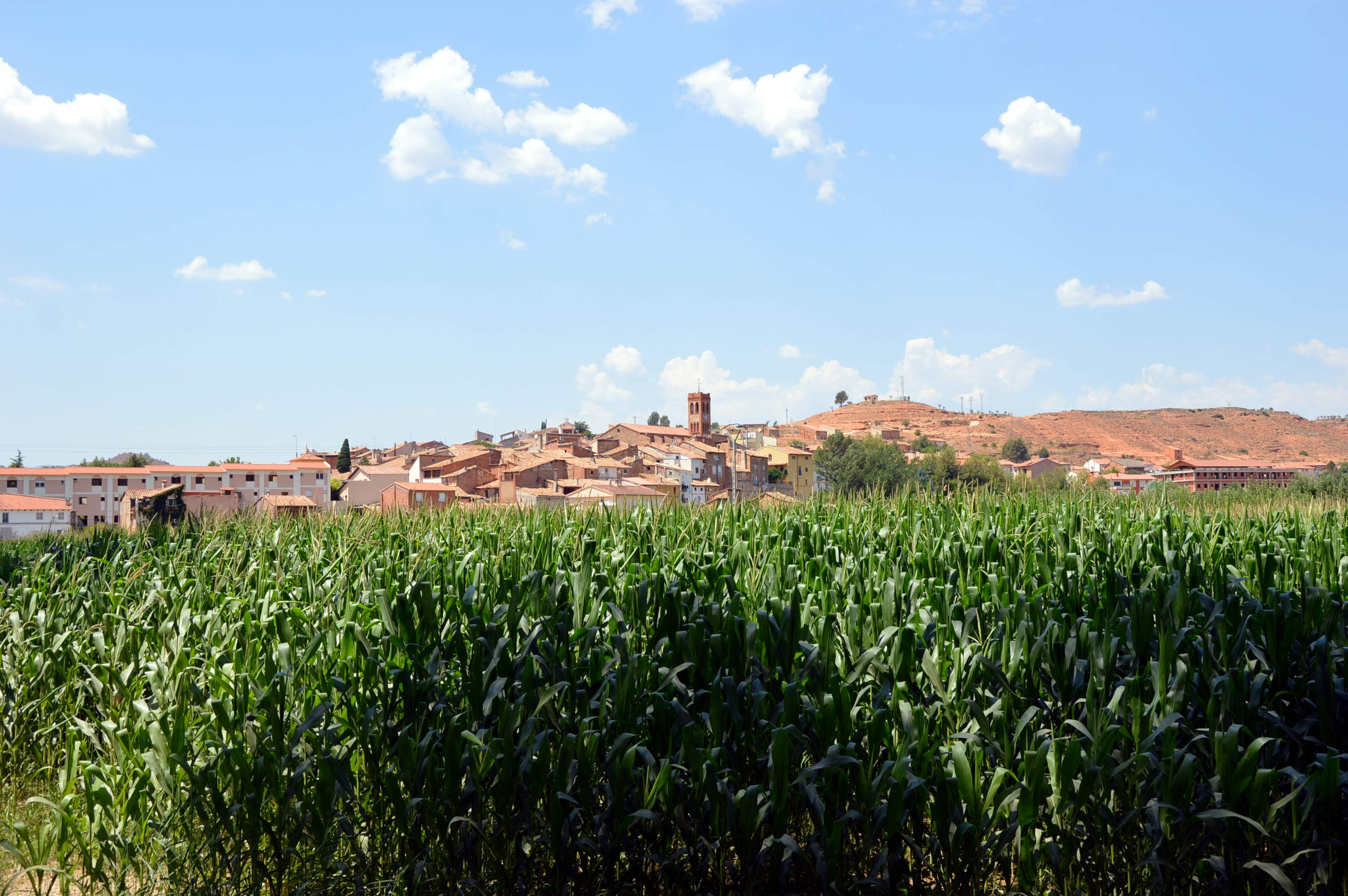
Vista parcial de Torrebaja (Valencia), desde El Rento, con detalla de maizal.

## Biografía
Jaime Ruiz de Castellblanch fue el hijo primogénito de don Diego Ruiz de Castellblanch y Muñoz y de doña María Ana de Cabestany y Caballería, señores de Torrebaja. Don Jaime tuvo cuatro hermanos conocidos: Francisco, Fernando, Cristóbal y Margarita. El testamento de don Diego Ruiz de Castellblanch fue abierto el 14 de mayo de 1643: en él se estipulaba que don Jaime había de ser el legítimo sucesor del señorío del lugar de Torrebaja. Por entonces, las correrías delictivas de don Jaime comenzaban a ser notorias y ya no tuvieron freno una vez recibida la herencia paterna.

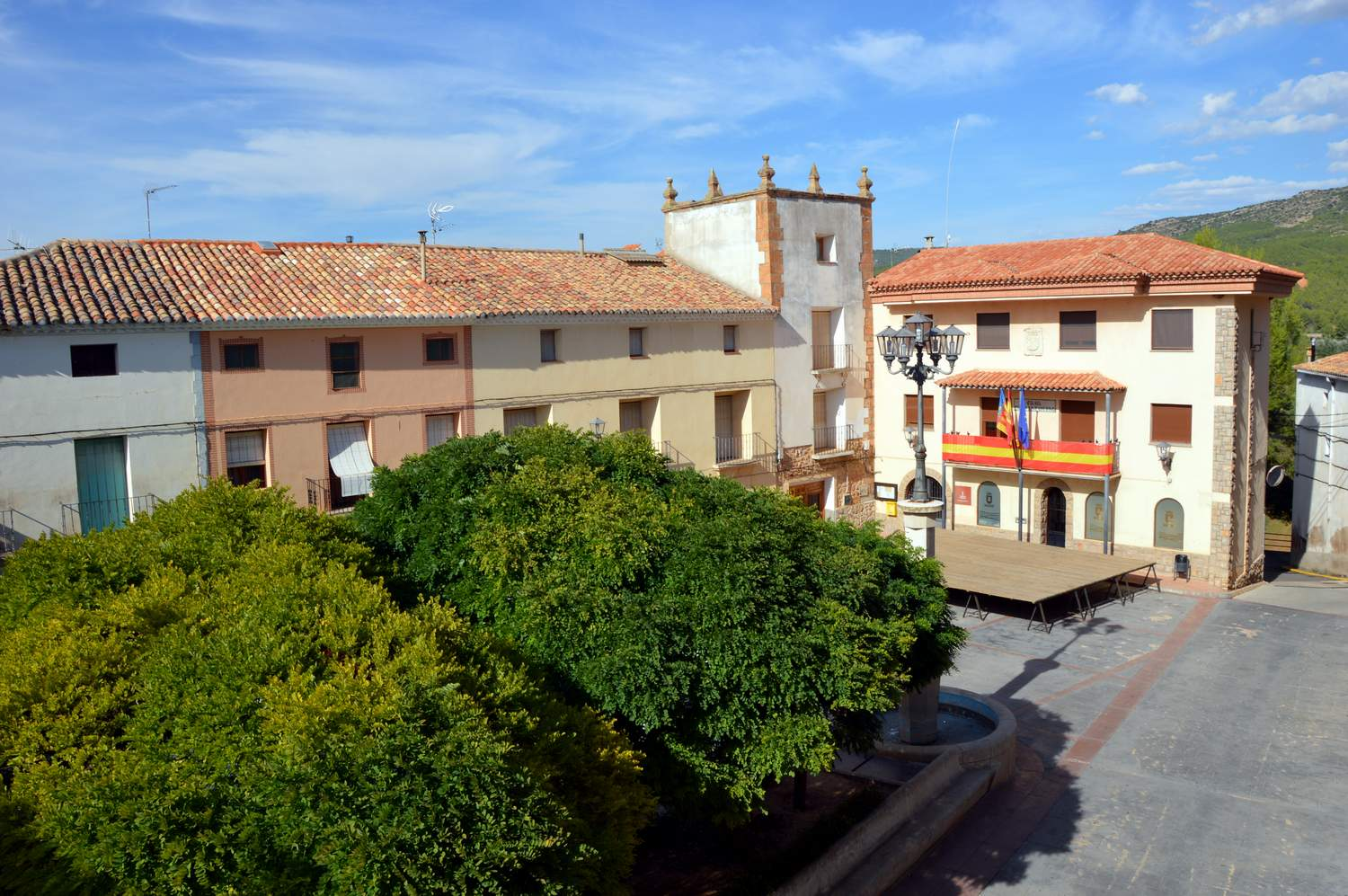
Vista parcial de la Casa Grande y torreón de Los Picos en Torrebaja (Valencia), con la Casa Consistorial a la derecha.

La primera denuncia conocida data de 1648. Para esas fechas se le atribuyen varios asesinatos, numerosos robos, falsificación de moneda, secuestros, etc. Pero fue el hecho de haber acogido afamados bandoleros aragoneses y valencianos en su casa solariega de Torrebaja lo que le valió la destrucción de ésta por parte de la justicia y su persecución.
Don Jaime Ruiz de Castellblanch aparece entre los criminales más buscados en la crida lanzada en la ciudad de Valencia por el arzobispo-virrey Urbina en 1650. Don Jaime puede considerarse como uno de los últimos representantes del bandolerismo nobiliario, en el contexto del turbulento discurrir del seiscientos valenciano. Por esa misma época se unió, junto con sus hermanos don Francisco y don Cristóbal, a la partida del célebre Manuel Alapont, también consignado en la crida de Urbina. Enseguida don Jaime y sus parientes constituyeron banda propia, actuando por su cuenta durante casi dos décadas, y con más de ciento ochenta muertes a sus espaldas.
Perseguido a ambos lados de la frontera, pues tenía graves penas pendientes tanto en Castilla como en Valencia, huyó a Zaragoza y luego se instaló en la villa turolense de Riodeva, desde donde pudo controlar lo que quedaba de su hacienda sin peligro de ser apresado por la justicia. Su carrera delictiva continuó en la zona (Ademuz, Castielfabib, Moya, Salvacañete, etc.) durante muchos años, a la vez que solicitaba numerosos indultos que siempre le eran denegados por la Corte de Madrid.
Una de esas ocasiones fue el 3 de mayo de 1657, cuando el rey Felipe IV dirige una misiva al duque de Montalvo, su Lugarteniente y Capitán General de Valencia, «para que no se trate de la remisión de los delitos de don Jaime Ruiz de Castelblanch y su hermano, que se les prenda y embargue su Lugar [de Torrebaja] y hacienda». Dice el documento:

«El Rey/ Ilmo, duque de Montalvo Primo mi Lugarteniente y Capitán General./ Hase visto una carta de 20 del passado en que res-/ pondeis al informe que os mandé pedir sobre la re-/ misión que pretende Don Jayme Ruis de Castellblanc/ (cuio dize ser del Lugar de la Torre baja) para si y un/ hermano suyo, y atendiendo a lo que me representáis/ ha parecido (justo) tratar destas remisiones y/ encargar y mandaros (como lo hago) que procuréis/ se prendan essos delinquentes y se les secuestre su Lu-/ gar y hazienda, haziendo (justicia) en todo lo que/ mira a castigar semejantes delictos como lo espero/ de vuestro zelo y cuidado. Dado en Madrid a 3 de maio/ 1657./ Yo el Rey./ Don Francisco Izquierdo de Berbegal, Secretario/ Al Illmo. Duque de Montalvo Primo mi Lugarteniente y/ Capitán General».
Don Jaime Ruiz de Castellblanque (1596-1672), señor de Torrebaja: a propósito de su detención y ajusticiamiento por bandolerismo en Madrid, Alfredo Sánchez Garzón

En un último intento de conseguir el indulto don Jaime puso en manos de la justicia a don Manuel de Córdoba, presuntamente implicado en un atentado fallido contra don Juan José de Austria (1629-1679), hermano bastardo de Felipe IV (1621-1665). Y allí en la Corte fue prendido y procesado el año 1670. Sentenciado a muerte, fue decapitado en la Plaza Mayor de la villa y corte de Madrid, el día 14 de febrero de 1672. De nada le valió su modesto título nobiliario, ni su senectud manifiesta, pues ya contaba 76 años.-
Tras el proceso y ajusticiamiento de don Jaime Ruiz de Castellblanch en Madrid, sus propiedades en el Rincón de Ademuz, esencialmente el lugar de Torrebaja, fueron embargadas: en 1671 los oficiales ejecutaban el embargo. No obstante, apenas nueve años después, el rector de Chelva, Vicente Mares escribe: «Torre Baja, tiene 50 casas, a la misma ribera del Turia (…), es de don Juan Castelblanc». Se desconoce la inmediata evolución posterior de la herencia; previsiblemente el nuevo señor, pariente del ajusticiado, adquirió las propiedades enajenadas a don Jaime Ruiz de Castellblanch por la justicia. Ya en el siglo siguiente (XVIII), las certificaciones de veracidad del testamento de don Diego muestran a don José Ruiz de Casltellblanque como nuevo señor de Torrebaja (1729). Cuarenta años después, cierto documento de la Audiencia Real de Valencia dice de don Juan Ruiz de Castellblanque, caballero del hábito de Nuestra Señora de Montesa, definiéndole como: «Dueño del Lugar de Torrebaja inmediato a la Villa de Ademuz y vecino de Valencia...» (1769). El mismo registro documental dice de don Jaime Ruiz de Castellblanque, «inmediato sucesor dueño de esta población (de Torrebaja) y apoderado del actual (señor)».

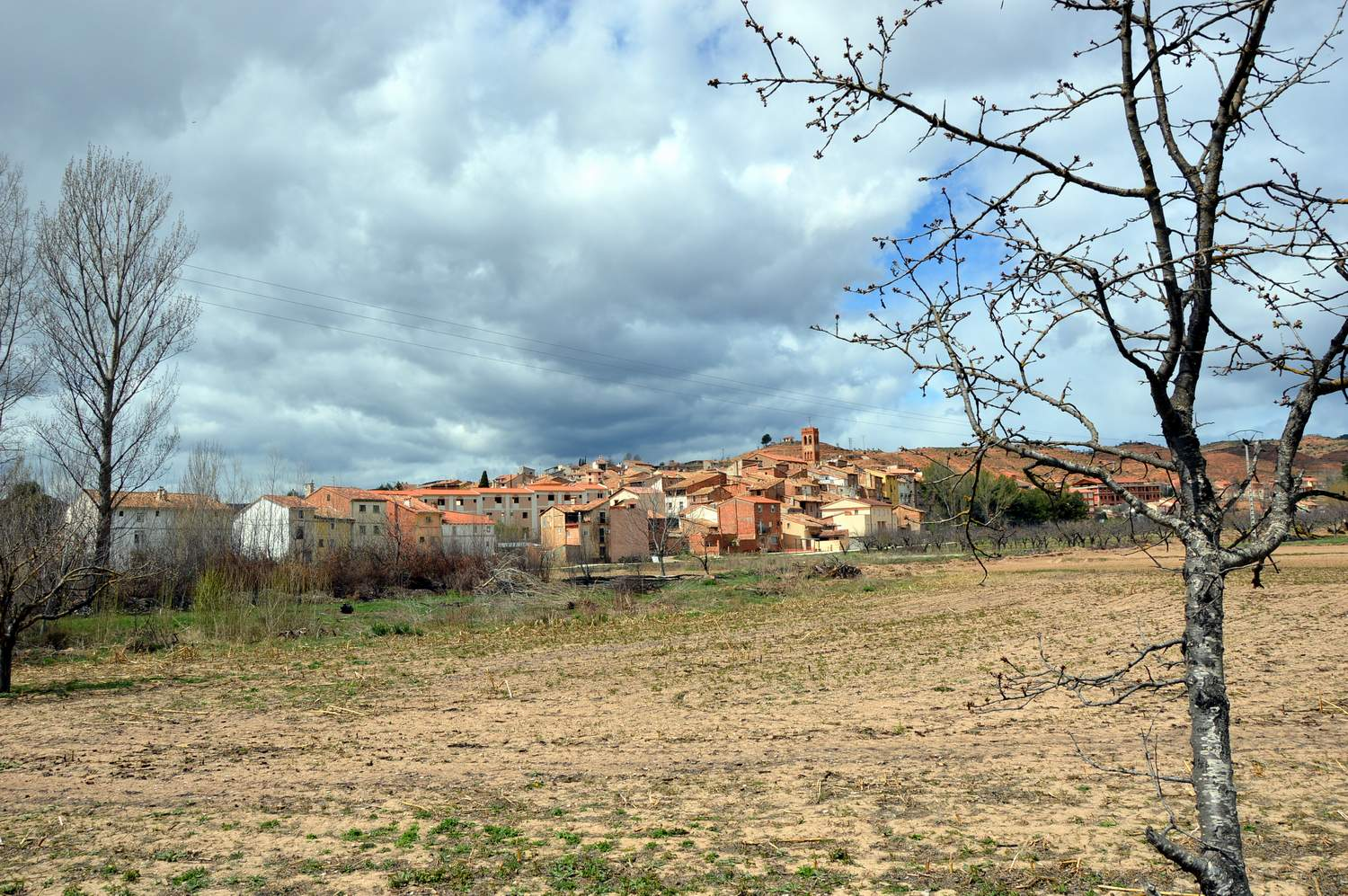
Vista parcial de Torrebaja (Valencia), desde El Rento (2016).

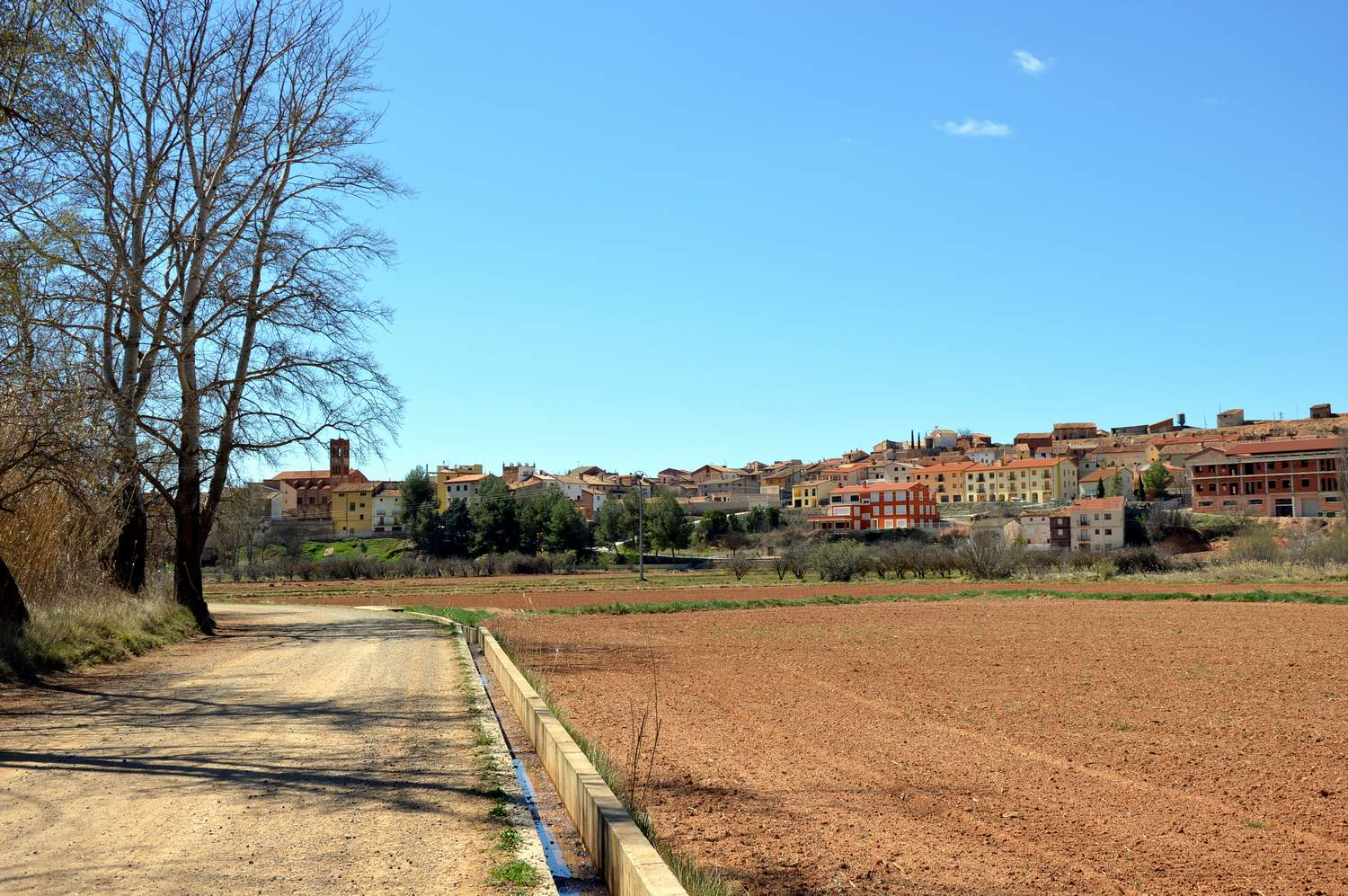
Vista parcial de Torrebaja (Valencia), desde la ribera derecha del Turia (2016).

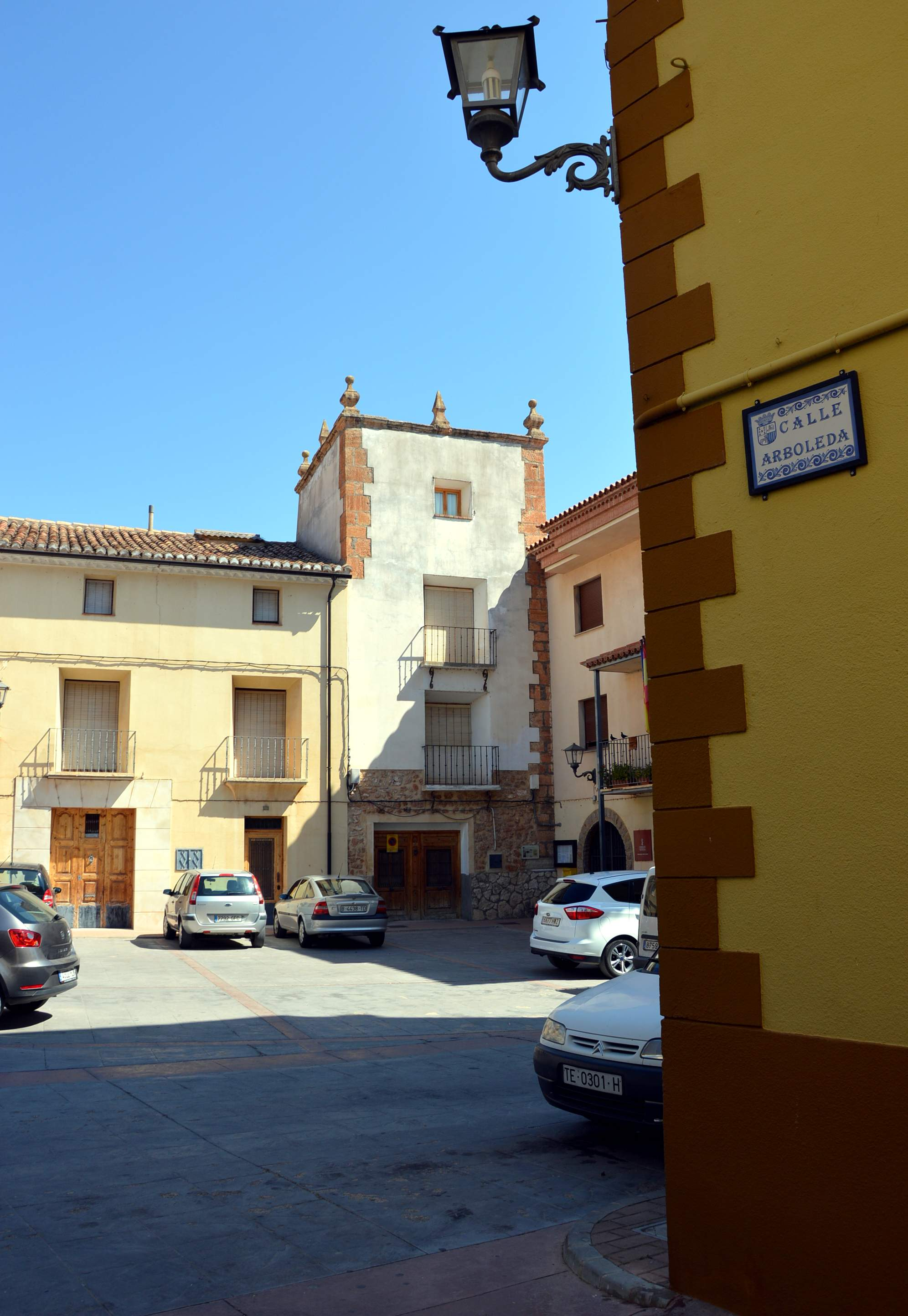
Detalle del torreón de Los Picos en Torrebaja (Valencia), anexo a la Casa Grande, solar de los Ruiz de Castellblanch.

## Acciones delictivas[9]
Se cuentan, entre otras:
- 183 asesinatos
- Infinidad de robos
- Dos secuestros
- Falsificación de moneda

## Bandoleros de la banda de don Jaime Ruiz de Castellblanch[9]
Entre otros, formaron parte de la cuadrilla de don Jaime:
- Francisco Ruiz de Castellblanch
- Cristóbal Ruiz de Castellblanch
- Pedro Jolvi
- Martín Monleón
- Juan Monleón
- Gregorio Monleón
- Mosén Pablo Navarro
- Domingo Asensio Malacara